# 그레이트 서던 레일
그레이트 서던 레일(영어: Great Southern Rail, GSR)은 오스트레일리아의 공공 철도 시스템을 운영하는 국영철도이다. 1997년에 오스트레일리아 철도 기업의 민영화 일환으로 설립된 기업으로 알레그로 펀드(영어: Allegro Funds)의 계열사에 속한다.